# David Edgerton
Pour les articles homonymes, voir Edgerton.
David Russell Edgerton Jr., né le 26 mai 1927 à Lebanon en Pennsylvanie et mort le 3 avril 2018 à Miami en Floride, est un entrepreneur américain, fondateur de la Burger King Corporation.

## Biographie
Le 1er mars 1954, il ouvre le premier Burger King en Floride, à Miami. Le premier juin de la même année, il rencontre James McLamore et tous deux fondent la Burger King Corporation, devenue maintenant une importante chaine de restauration rapide dans le monde.
Edgerton est diplômé de l'université Cornell. Il a une femme et trois enfants.